# Xiuladora de barbeta negra
La xiuladora de barbeta negra (Pachycephala mentalis) és un ocell de la família dels paquicefàlids (Pachycephalidae).

## Hàbitat i distribució
Habita els boscos de les Moluques septentrionals, a Morotai, Halmahera i petites illes properes, Bacan i Obi.